# Zgornje Prapreče
Zgornje Prapreče so naselje v Občini Lukovica.